# عایشه گورکاینک
عایشه گورکاینک (انگلیسی: Ayşe Melis Gürkaynak؛ زادهٔ ۲۰ آوریل ۱۹۹۰) بازیکن والیبال اهل ترکیه است.